# Национальный музей Гаити
Национальный музей Гаити (фр. Musée National d'Haiti) — создан в 1938 г. В его экспозиции — документы, нумизматическая коллекция, картины, утварь, оружие. В Художественном центре Порт-о-Пренса демонстрируется изобразительное искусство Гаити, стран Америки и Европы.
В национальном музее размещена информация и артефакты, освещающая историю Гаити от араваков и таино до 1940-х годов. Имеются фрески, которые показывают способы лечения индейцев испанцами. Есть также экспонаты, связанные с императорами Гаити, в том числе пистолет, из которого застрелился король Анри Кристоф.
Одним из наиболее важных объектов в коллекции музея является якорь Санта-Марии, корабля Христофора Колумба, который сел на мель у берегов Гаити 24 декабря 1492.